# Julius Kariuki
Julius Kariuki (Nyahururu, 12 giugno 1961) è un ex siepista e mezzofondista keniota, campione olimpico dei 3000 metri siepi ai Giochi di Seul 1988.

## Palmarès
| Anno | Manifestazione          | Sede         | Evento        | Risultato | Prestazione | Note                                     |
| ---- | ----------------------- | ------------ | ------------- | --------- | ----------- | ---------------------------------------- |
| 1984 | Giochi olimpici         | Los Angeles  | 3000 m siepi  | 7º        | 8'17"47     | Miglior prestazione personale            |
| 1985 | Campionati africani     | Il Cairo     | 3000 m siepi  | Oro       | 8'20"74     |                                          |
| 1987 | Mondiali indoor         | Indianapolis | 3000 m piani  | 6º        | 8'06"77     |                                          |
| 1988 | Giochi olimpici         | Seul         | 3000 m siepi  | Oro       | 8'05"51     | Record olimpico                          |
| 1989 | Universiadi             | Duisburg     | 10000 m piani | Oro       | 28'35"46    |                                          |
| 1990 | Giochi del Commonwealth | Auckland     | 3000 m siepi  | Oro       | 8'20"64     |                                          |
| 1991 | Mondiali                | Tokyo        | 3000 m siepi  | 4º        | 8'16"81     | Miglior prestazione personale stagionale |

## Altre competizioni internazionali
1985
- Oro in Coppa del mondo ( Canberra), 3000 m siepi - 8'39"51

1986
- 4º al Memorial Van Damme ( Bruxelles), 3000 m siepi - 8'15"92
- Oro all'Athletissima ( Losanna), 3000 m siepi - 8'19"33
- 4º al Golden Gala ( Roma), 3000 m siepi - 8'26"25

1988
- Oro alla Grand Prix Final ( Berlino Ovest), 3000 m siepi - 8'24"52
- Argento al Golden Gala ( Verona), 3000 m siepi - 8'25"37
- 5º ai Bislett Games ( Oslo), 1500 m piani - 3'38"02

1989
- Oro in Coppa del mondo ( Barcellona), 3000 m siepi - 8'20"84
- Oro ai Bislett Games ( Oslo), 3000 m siepi - 8'14"39
- Oro all'Herculis ( Monaco), 3000 m siepi - 8'17"29
- 8º alla BOclassic ( Bolzano) - 29'02"
- 4º alla Carlsbad 5000 ( Carlsbad), 5 km - 13'30"

1990
- Oro alla Grand Prix Final ( Atene), 3000 m siepi - 8'24"08
- Argento al Memorial Van Damme ( Bruxelles), 3000 m siepi - 8'13"37
- Oro all'Athletissima ( Losanna), 3000 m siepi - 8'20"34
- Argento al Chiba International Crosscountry ( Chiba) - 34'05"

1991
- Oro all'Herculis ( Monaco), 3000 m siepi - 8'11"38
- Bronzo al Memorial Van Damme ( Bruxelles), 3000 m siepi - 8'12"35
- 4º all'Athletissima ( Losanna), 3000 m siepi - 8'17"08
- 5º al Golden Gala ( Roma), 3000 m siepi - 8'18"35

1992
- 4º al Golden Gala ( Roma), 3000 m siepi - 8'16"77

1993
- Bronzo alla Grand Prix Final ( Londra), 3000 m siepi - 8'16"26
- Bronzo all'Herculis ( Monaco), 3000 m siepi - 8'18"08
- 6º ai Bislett Games ( Oslo), 3000 m siepi - 8'23"10
- 4º al Bauhaus-Galan ( Stoccolma), 3000 m siepi - 8'23"58
- 7º al Golden Gala ( Roma), 3000 m siepi - 8'23"82
- 8º al Chiba International Crosscountry ( Chiba) - 36'33"

1994
- 4º al Meeting de Paris ( Parigi), 3000 m siepi - 8'22"64

1995
- 9º al Memorial Van Damme ( Bruxelles), 3000 m siepi - 8'16"67
- 8º al Bauhaus-Galan ( Stoccolma), 3000 m siepi - 8'24"71
- 6º ai Bislett Games ( Oslo), 3000 m siepi - 8'25"83

1996
- 11º all'Athletissima ( Losanna), 3000 m siepi - 8'36"03
- Oro alla Oslo Half Marathon ( Oslo) - 1h04'06"

1998
- 4º alla Trevira Twosome ( New York), 10 miglia - 48'53"